# Presstext
Presstext (PT) är en svensk webbplats och ett digitalt mediearkiv som indexerar pappersversionerna av många olika svenska dagstidningar och tidskrifter. Presstext kallar sig "ett av Nordens största pressarkiv". För att använda tjänsten Presstext Online måste man teckna avtal med företaget, vilket de flesta av Sveriges universitet, skolor och stora nyhetsredaktioner har.

## Leverantörer
Den 16 december 2010 hade Presstext följande leverantörer:
- Aftonbladet
- Bonniers lexikon
- Dagens Arbete
- DagensHandel
- Dagens IT
- Dagens Nyheter
- Dinapengar.se
- Eskilstuna-Kuriren
- Expressen
- Folkbladet
- Folket
- Forskning & Framsteg
- Gotlands Allehanda
- Gotlands Tidningar
- Göteborgs-Posten
- Göteborgs-Tidningen
- Helsingborgs Dagblad
- Hufvudstadsbladet
- Jusektidningen
- Katrineholms-Kuriren
- Kristianstadsbladet
- Kvällsposten
- Lön&jobb
- Månadsjournalen
- Norrbottens-Kuriren
- Norrköpings Tidningar
- Piteå-Tidningen
- Privata Affärer
- Resumé
- Riksdag & Departement
- Situation Sthlm
- Skolvärlden
- Språktidningen
- Stockholm City
- Svenska Dagbladet
- Sydsvenskan
- Tidningen Vi
- Tidningarnas Telegrambyrå
- TT Spektra
- Veckans Affärer
- Vi Biografi
- Vi Läser
- Västerviks-Tidningen